# Säsongrensning

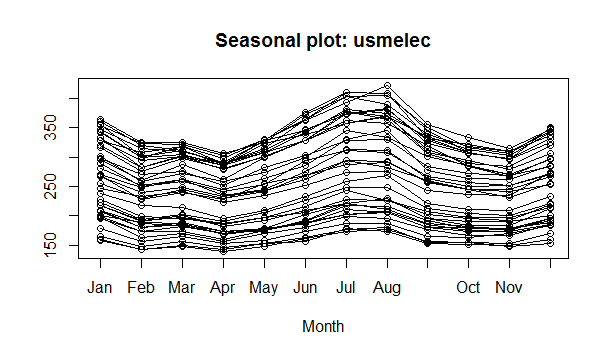
Elförbrukningen i USA fördelad på månader.

Säsongrensning, även säsongjustering, är en term innebärande att en statistisk tidsserie rensats på säsong- och kalendereffekter. 
Säsongrensad data kan på så sätt sättas i relation till annan data utan att hänsyn behöver tas till antalet arbetsdagar under en månad eller ett kvartal, eller effekter hänförliga till klimat eller konsumenters säsongstyrda beteenden. Några exempel på sådana beteenden är julhandel eller konsumtion under sommarsemestern.

Kurva över resenärer till och från Australien i svart och en anpassad trend i rött med en viss cyklisk variation kvar.

Ett sätt att göra en säsongsrensning är ett glidande medelvärde. Det bör beräknas med längden en enhet större än perioden och halva vikten för den första och den sista termen. För månadsdata givet av {\displaystyle y_{t}} blir det då:
{\displaystyle M_{t}^{(13)}=(y_{t-6}/2+y_{t-5}+y_{t-4}+y_{t-3}+y_{t-2}+y_{t-1}+y_{t}+y_{t+1}+y_{t+2}+y_{t+3}+y_{t+3}+y_{t+4}+y_{t+5}+y_{t+6}/2)/12\,.}